# هاستينغز راشدال
كان هاستيغنز راشدال، الحاصل على زمالة الأكاديمية البريطانية (24 يونيو 1858- 9 فبراير 1924) فيلسوفًا إنجليزيًا ولاهوتيًا ومؤرخًا وقسًا أنجيليكيًا. شرح نظرية تعرف باسم النفعية المثالية، وكان من كبار مؤرخي جامعات العصور الوسطى.

## سيرته
وُلد راشدال في كنزنغستون بلندن يوم 24 يونيو 1858، ابنًا لقس أنجيليكي. تلقى تعليمه في مدرسة هرو وحصل على منحة ليدرس في كلية نيو كوليج بأكسفورد. بعد فترات قصيرة في كلية جامعة سانت ديفيد والكلية الجامعية بدورهام، صار راشدال زميلًا في كلية هيرتفورد الأولى بأكسفورد، ثم نيو كوليج بأكسفورد، وأهدى عمله الرئيس، نظرية الخير والشر (1907) إلى ذكرى معلميه تي. إتش. غرين وهنري سيدجويك.
يُعد هذا الإهداء ملائمًا، لأن النسخة الخاصة من النفعية التي طرحها راشدال تدين بعناصر لكل من غرين وسيجدويك. بينما يرى أن مفهومي الخير والقيمة يسبقان منطقيًا مفهوم الحق، يعطي الحق أكثر من مجرد أهمية ذرائعية. تدين فكرته عن الخير لغرين أكثر مما تدين لنفعيي التلذذ. «المثال الأعلى للحياة الإنسانية ليس مجرد تجاور صفات خيرة، بل هو كلٌ حيث تختلف كل صفة خيرة بسبب حضور الأخريات». طغى جي. إي. مور على راشدال بصفته فيلسوفًا أخلاقيًا، إذ دعا مور إلى وجهات نظر مماثلة في عمله السابق المبادئ الأخلاقية (1903). كان راشدال بيركليًا أيضًا، وآمن بالمثالية الميتافيزيقية.
وُصفت دراسته التاريخية، جامعات أوروبا في العصور الوسطى، في مقدمة طبعتها الأخيرة بأنها «أحد الأعمال المقارنة الأولى عن الموضوع» والتي «أكد نطاقها واتساعها على مكانتها بصفتها عملًا رئيسًا في التاريخ الفكري».
درس عمله فكرة التكفير في اللاهوت المسيحي نهوجًا مختلفة لعقيدة التكفير المسيحية، واختتم بدفاع مؤثر عن النظرية «الذاتية» للتكفير التي نسبها راشدال إلى كل من بيتر أبيلارد وبيتر لومبارد. جادل راشدال بأن وجهة النظر «الموضوعية» للتكفير المرتبطة بأنسلم من كانتربري غير كافية، وأن العقيدة المسيحية الأكثر أصالة هي أن حياة المسيح كانت دليلًا على محبة الله العميقة إلى درجة أن المسيح كان مستعدًا للموت بدلًا من التنازل عن شخصيته. وهذا بدوره يلهم المؤمنين لمحاكاة شخصيته وعلاقته الحميمة مع الأب.
تلقى راشدال درجة دكتوراة الآداب من نيو كوليج بأكسفورد في أكتوبر 1901.
كان رئيسًا للجمعية الأرسطية من 1904 إلى 1907، وعضوًا في الاتحاد الاجتماعي المسيحي منذ إنشائه في عام 1890، ولاهوتيًا أنجيليكيًا حداثيًا مؤثرًا في ذلك الوقت، وعُين في منصب كنسي في 1909.
شغل منصب عميد كارلايل من 1917 إلى 1924، وتوفي بسبب السرطان في وورثينغ يوم 9 فبراير 1924.